# Kıraman, Ayrancı
Kıraman là một xã thuộc huyện Ayrancı, tỉnh Karaman, Thổ Nhĩ Kỳ. Dân số thời điểm năm 2011 là 787 người.